# ستيف ساندرز
ستيف ساندرز (بالإنجليزية: Steve Sanders)‏ (23 ديسمبر 1982 بكليفلاند في الولايات المتحدة - ) هو لاعب كرة قدم أمريكية ولاعب كرة قدم أمريكي في مركز مستقبل واسع ‏. لعب مع أريزونا كاردينالز وكلفلاند براونز وديترويت ليونز.

## وصلات خارجية
- ستيف ساندرز على موقع مرجع كرة القدم المحترفة.كوم (الإنجليزية)